# Девресс, Робер
Робер Девресс (фр. Robert Devreesse; 20 мая 1894, Сизе-Сент-Обен, департамент Орн — 16 августа 1978, Орвиль, департамент Орн) — французский священник, историк церкви и богослов.
Окончил Католический институт в Париже, рукоположён в 1922 году. До 1940 г. работал в Библиотеке Ватикана под руководством Джованни Меркати. Затем вернулся в Париж; в 1942—1944 гг. хранитель Отдела рукописей Национальной библиотеки Франции. В 1946—1950 гг. вновь работал в Риме. Автор ряда трудов по палеографии, ранней истории Антиохийского патриархата и др. Писал также о трудах Феодора Мопсуестийского.